# Wilfried Zander
Wilfried Zander (* 1943) ist ein deutscher Schauspieler und Stuntman. Er spielte viele Jahre bei den Karl-May-Spielen Bad Segeberg.

## Leben und Wirken
In der DDR war Zander Chefkaskadeur der DEFA-Studios, 1976 kam er in die Bundesrepublik Deutschland. Als Stuntman arbeitete er für Fernsehproduktionen wie Derrick, Der Alte und Die Schwarzwaldklinik. Von 1977 bis 1992 war Zander als Darsteller und Stuntman für die Karl-May-Spiele Bad Segeberg tätig. Dort war er insbesondere für das Reittraining und Pferdestunts verantwortlich. Unter Intendant und Regisseur Klaus-Hagen Latwesen wurden ab 1981 schauspielerisch talentierte Stuntleute wie Zander, Peter Hick, Klaus Schichan und Fred Braeutigam in bedeutenderen Rollen eingesetzt. Zander spielte oft Banditen: So stellte Zander 1981 den Cornel Brinkley in „Der Schatz im Silbersee“ dar, 1985 war er Butler in „Der Ölprinz“, 1987 der Mörder Santer in „Winnetou I – Blutsbrüder“. Zander agierte auch mehrere Spielzeiten an der Seite von Pierre Brice. 1992 beendete Zander sein Engagement am Kalkberg.
1990 pachtete er von der Stadt Lübeck die Freilichtbühne Lübeck und veranstaltete dort Kindertheater mit Stücken wie Der Räuber Hotzenplotz, Pippi Langstrumpf oder Robin Hood.